# 潮汕铁路
潮汕铁路是曾位于广东省潮州与汕头境内的一条铁路，也是中国近代史上第一条商办铁路。建于清光绪三十年（1904年）8月19日，由嘉应籍华侨张煜南、张鸿南兄弟等人集资兴办，于光绪三十二年(1906年)11月16日通车，包括支线全长实际42.1公里。1939年潮汕战役爆发，6月16日因潮汕铁路遭受侵华日军的飞机轰炸破坏，被时广东省保安处和第四战区汕头前敌指挥部下令拆毁。

## 背景
清末，潮州府城与汕头埠商业繁盛，但对内交通还不方便。早在清光绪十四年（1888年）就有英商怡和洋行、二十二年也有太古洋行，先后提出在此修建铁路，均未获两广总督批准。当时许多有识之士提出“实业救国”的主张。时原籍广东省潮州府大埔县的爪哇(今印尼)华侨张弼士于光绪二十九年(1903年)上奏《招商承办工农路矿》、《招徕侨商兴办铁轨支路》折均被清政府采纳后，便电邀好友旅居苏门答腊的华侨富商张煜南、张鸿南兄弟，回国商谈投资兴办铁路问题。他们回国后，召集好友绅商共同商订潮汕铁路公司章程和筹组公司有关事宜。张煜南、谢荣光合认股100万银圆，吴理卿、林丽生合认股100万银圆，共200万银圆作为股本基数(后共集得股银302万银圆)。并推举张煜南为公司董事长、倡建首总理，谢、吴、林为倡建总理。光绪二十九年九月，张煜南等联名呈请清政府商部批准潮汕铁路立案。十月二十四日，商部尚书戴振清向光绪帝《奏请准办潮汕铁路折》，“迟之日久，恐有洋人觊觎”。呈上奏折翌日，光绪帝就批示：“依议”。

## 建设

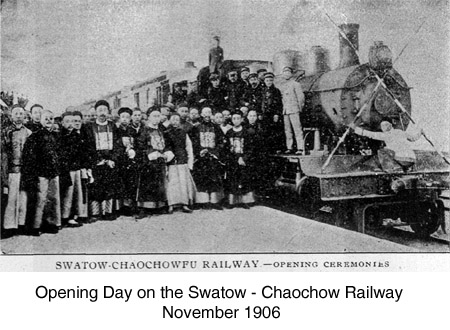
1906年11月16日，潮汕铁路开通仪式

潮汕铁路于清光绪三十年(1904年)8月19日动工，光绪三十二年(1906年)11月16日通车，干线全长39.8公里。1908年又延筑意溪支线2.3公里，总长42.1公里。轨道为宽1,435mm的标准轨单线铁路，铁路轨道购自英国，火车头由美国制造，其余车辆、材料均向日本购买。该铁路由潮汕铁路有限公司经营，经营范围包括客货运输。
潮汕铁路路线设计，本有甲乙两个方案。甲线是由日本工程师佐藤谦之助所测量设计；乙线是中国著名工程师詹天佑所勘测。由于种种原因，最终采用造价便宜但需要穿越人烟稠密地区的甲方案，并由日本人愛久澤直哉以100万元的工程造价承包修筑，这为此后发生的潮汕铁路案的埋下伏笔。

## 运行状况

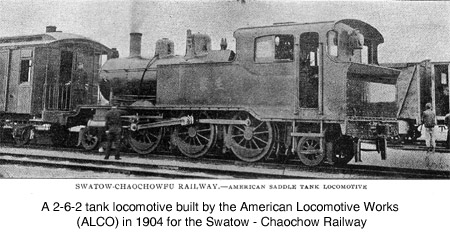
潮汕铁路的火车使用的是美国火车头公司的2-6-2蒸汽机车

据饶宗颐《潮州志·交通志》记载，公司初始有机关车3台，头等客车3台，二等客车3台，三等客车30台，有盖货车20台，无盖货车20台。1931年整顿后，有机关车5台，头等客车3台，二等客车3台，三等客车24台，货车抵框车17台，高棚车30台。初时火车每日往返3次，对开后6次。1931年以前，合淡、旺月（年中十二月、一月、二月等三个月为旺月），平均载客约3千人（军队不计），载货约70吨。1931年后，合淡旺月计算，平均每日载客四五千人，载货在百吨以上。
因潮汕铁路控制福建西南及广东东部出海要冲，营业额甚为可观，日均货运量约为100吨以上，收入几乎可以和日本东海道的铁路相等，在中国营业状况最好铁路之一。

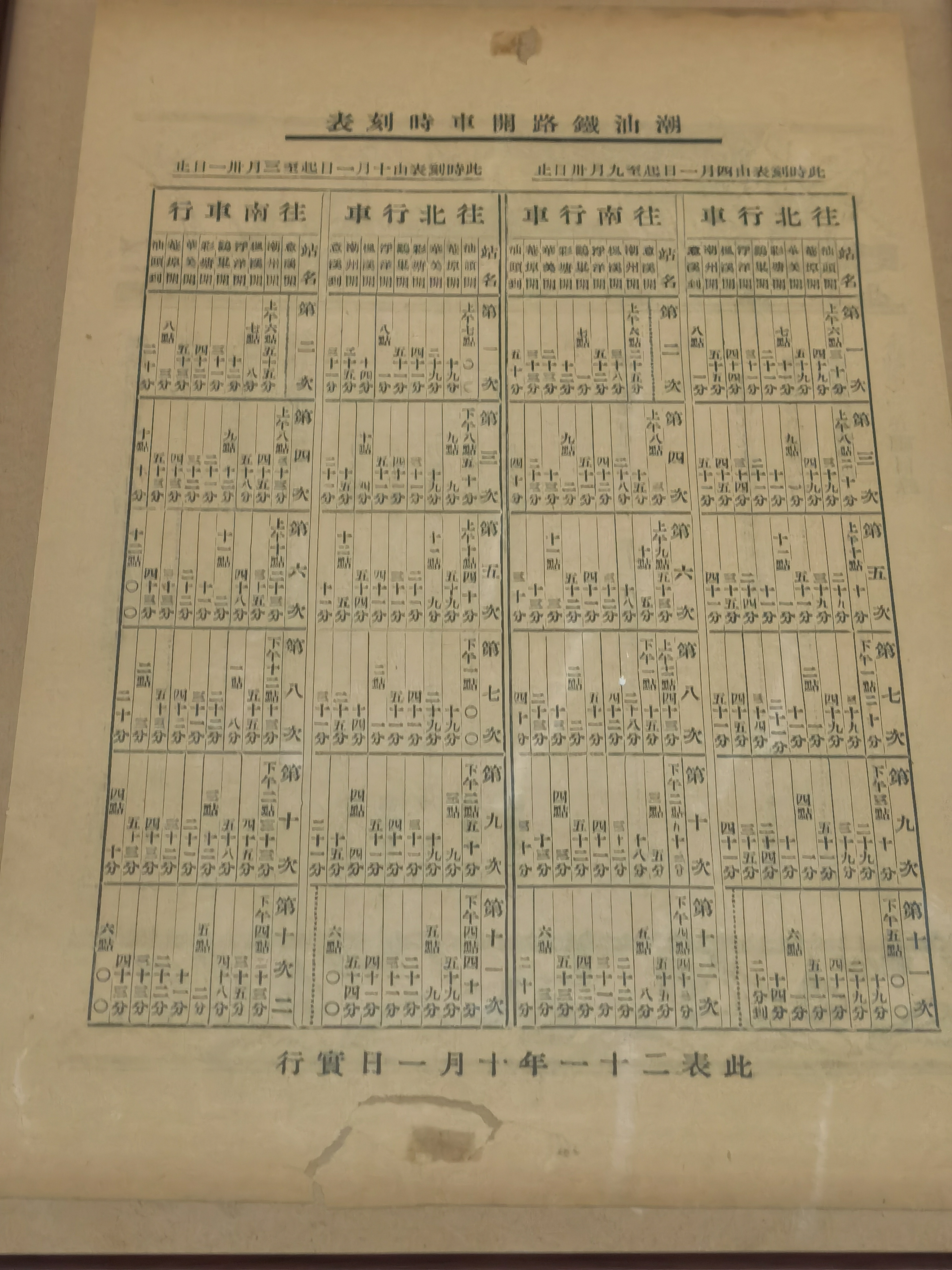
1932年潮汕铁路时刻表，现存于广州铁路博物馆，当时一天有六对共十二班次列车来往于潮汕两地，从潮州意溪站到汕头车站单程图定需1小时四十分

但潮汕铁路位于韩江盆地，每遇到江水泛滥，路基必有水患，养路的花费颇大。辛亥革命后，地方军阀割据混战，征车作军用，仅1916年至1929年，各站军队运输所欠车租达一百一十四万银元。潮汕铁路有限公司因此大受收入受到影响，1921年以后，车辆机件损坏、枕木腐蚀等均未得到及时修缮，火车出轨事件时有发生。1929年后潮汕铁路由民办改为官办。

## 拆除
抗日战争全面爆发后，日军对中国大陆实施经济封锁。1938年10月广州沦陷，汕头成为华南地区最后一个对外联系的口岸，大批海外抗日物资均由汕头港转运中国内地。为切断中国的补给通路，1939年6月，侵华日军突袭汕头，潮汕战役爆发。6月16日，潮汕铁路遭受侵华日军的飞机轰炸破坏。为防止铁路落入日本人手中，反过来用于军事目的对付中国军人，潮汕铁路被广东省保安处和第四战区汕头前敌指挥部下令拆毁。
日本占领汕头后，掳掠民工将潮汕铁路的路基修筑成公路，也就是现在的潮汕路雏形。
抗战胜利后，潮汕铁路公司无力恢复铁路，于是在原铁路路基的基础上将铁路开辟为公路并购置汽车进行运营，是为潮汕公路。即为现在的潮汕路，潮枫路，和潮州市内的西荣路。
现汕头解放桥和“火车路”即与此有关。

## 影响
潮汕铁路，从1907年开始营业，到1939年6月潮汕沦陷为止，历时30多年，不仅加强了汕头和潮州等地方的人员来往，在文化交流上起到了巨大的作用，它还对韩江中上游和闽赣边区的华侨、侨眷进出汕头，当地的客货运输和城乡经济的繁荣，都曾起过重要作用。潮汕铁路更是促使了汕头在近现代成为了潮汕文化的中心。
也从那时起，“潮汕”一词开始广为流传，后来在行政区划的变更过程中成为这一片文化区的总称。

## 车站列表

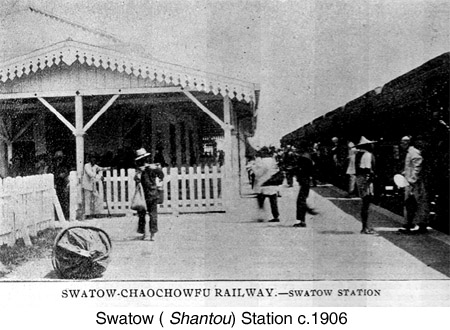
汕头站

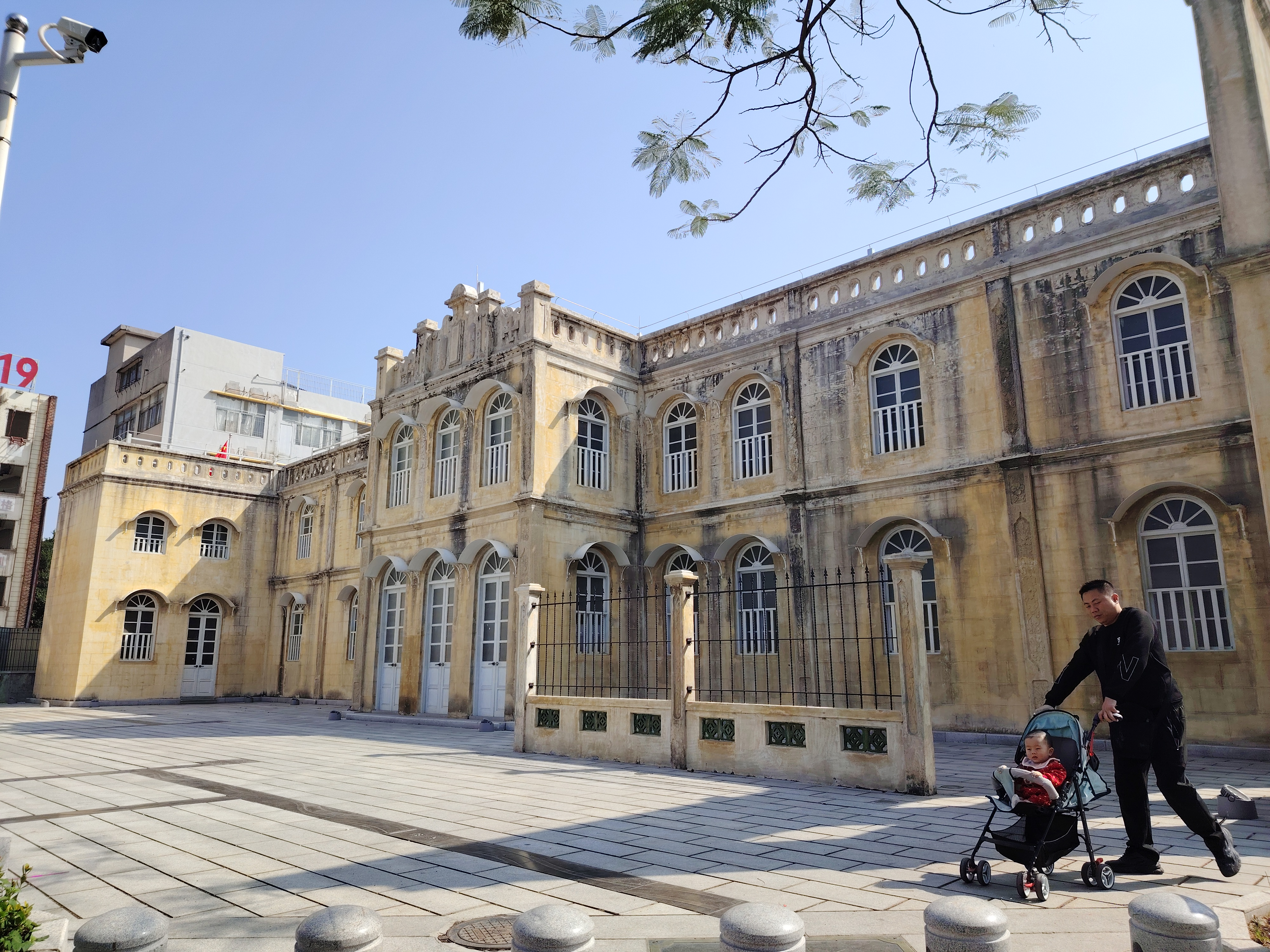
旧潮汕铁路公司总务处及车务处大楼，现改做潮汕铁路纪念公园

| 序号 | 站名   | 累计公里数 | 所在地                 | 备注                               |
| ---- | ------ | ---------- | ---------------------- | ---------------------------------- |
| 1    | 汕头站 | 0公里      | 汕头市金平区厦岭       | 现汕头市汽车总站                   |
| 2    | 庵埠站 | 10公里     | 潮安县庵埠镇           | --                                 |
| 3    | 华美站 | 14.5公里   | 潮安县彩塘镇华美村     | --                                 |
| 4    | 彩塘站 | 17.4公里   | 潮安县彩塘镇           | --                                 |
| 5    | 鸛巢站 | 22.9公里   | 潮安县龙湖镇鹳巢村     | --                                 |
| 6    | 浮洋站 | 27.9公里   | 潮安县浮洋镇           | --                                 |
| 7    | 乌洋站 | 31.1公里   | 潮安县浮洋镇乌洋村     | --                                 |
| 8    | 枫溪站 | 35.6公里   | 潮州市枫溪区           | --                                 |
| 9    | 潮安站 | 39公里     | 潮州市湘桥区春光蔡厝村 | 现潮州市粤运汽车总站（俗称西车站） |
| 10   | 意溪站 | 42.1公里   | 潮州市湘桥区北关村     | 支线，全线唯一留存的站房           |